# MPMan F10
Der MPMan F10 war der weltweit erste in Serie gebaute tragbare MP3-Player mit internem Flash-Speicher.
Entwickelt wurde der Player von SaeHan Information Systems aus Korea und 1998 auf der CeBIT vorgestellt. Er hatte 32 MB Speicher, welche man beim Hersteller auf 64 MB erweitern lassen konnte. Mit Maßen von 91 mm × 70 mm × 16,5 mm und einem Gewicht von 65 Gramm war er sehr kompakt und hatte ein winziges LCD. Anschluss an den PC fand der Player über den Parallelport. Bei seiner Einführung in den USA kostete er 299 Dollar.